# 法特薩
法特薩是土耳其的城鎮，由奧爾杜省負責管轄，位於該國北部黑海沿岸，面積570平方公里，海拔高度10米，主要經濟活動有農業和漁業，2009年人口99,684。

## 外部連結
- District governor's official website （页面存档备份，存于） （土耳其文）